# Заболоцкий, Семён Константинович
Семён Константинович Заболоцкий — воевода, наместник, окольничий и боярин во времена правления Ивана IV Васильевича Грозного.
Из дворянского рода Заболоцкие. Старший сын окольничего Константина Григорьевича Заболоцкого.

## Биография
В 1537 году второй воевода в Нижнем Новгороде. В 1538 году третий воевода в Рязани. В 1540 году наместник в Нижнем Новгороде. В 1541 году третий воевода в Калуге для охранения от прихода крымских войск. В 1542 году послан из Калуги против татар воеводою войск левой руки. В 1550 году пожалован в окольничие и во время государева Казанского похода оставлен в Москве для её бережения. В 1552 году пожалован в бояре и в апреле указано ему дождавшись в Нижнем Новгороде детей боярских немедленно идти вторым воеводою при пушках в Свияжск, где в августе у города встречал Государя. В 1553 году годовал первым воеводой в Свияжске. В 1555-1556 годах был в государевых походах в Коломну и Тулу против крымцев. В июле 1557 года шестой в государевом походе в Коломну в связи с известием о крымской угрозе полученной от князя Вишневецкого.
Умер в 1559 году.

## Семья
От брака с неизвестной имел двух сыновей:
- Заболоцкий Владимир Семёнович — в 1551 году написан во вторую статью московских детей боярских, убежал в Литву (Польшу), где упомянут в 1578 году.
- Заболоцкий Алексей Семёнович по прозванию Азей.